# Zarząd Przemysłu Tworzyw Sztucznych
Zarząd Przemysłu Tworzyw Sztucznych – jednostka organizacyjna Ministra Przemysłu Chemicznego istniejąca w latach 1952–1972, ustanowiona w celu stworzenia warunków rozwoju przemysłu tworzyw sztucznych.

## Powołanie Zarządu
Na podstawie uchwały Prezydium Rządu z 1952 r. w sprawie utworzenia Zarządu Przemysłu Tworzyw Sztucznych ustanowiono Zarząd. Utworzenie Zarządu pozostawało w ścisłym związku z uchwałą Prezydium Rządu z 1950 r. w sprawie włączenia w skład ministerstw centralnych zarządów.
Nadzór nad Zarządem sprawował Minister Przemysłu Chemicznego.

## Przedmiot działania Zarządu
Przedmiotem działania Zarządu była:
- organizacja przemysłu tworzyw sztucznych,
- nadzór, koordynacja, kontrola i ogólne kierownictwo podległych przedsiębiorstw,
- opracowywanie zbiorczych planów działalności podległych przedsiębiorstw i nadzór nad ich wykonaniem,
- opracowywanie procesów technologicznych i organizacja produkcji,
- dbanie o stały postęp techniczny i racjonalizację,
- ulepszanie i kontrola jakości produkcji,
- koordynacja działalności przedsiębiorstw, zwłaszcza w zakresie produkcji, zaopatrzenia i zbytu,
- nadzór i koordynacja gospodarki finansowej,
- regulowanie zagadnień pracy i płac,
- opracowywanie norm i instrukcji organizacyjnych,
- planowanie inwestycji i nadzór nad ich wykonawstwem,
- nadzór nad konserwacją i remontem maszyn, urządzeń, sprzętu i budowli,
- nadzór nad eksploatacją majątku przydzielonego przedsiębiorstwom.

## Zniesienie Zarządu
Na podstawie uchwały Rady Ministrów z 1972 r. w sprawie utraty mocy obowiązującej niektórych uchwał Rady Ministrów, Prezydium Rządu, Komitetu Ekonomicznego Rady Ministrów i Komitetu Ministrów do Spraw Kultury, ogłoszonych w Monitorze Polskim zlikwidowano Zarząd.